# Turbonilla stillmani
Turbonilla stillmani är en snäckart som beskrevs av A. G. Smith och M. Gordon 1948. Turbonilla stillmani ingår i släktet Turbonilla och familjen Pyramidellidae. Inga underarter finns listade i Catalogue of Life.